# Sossonniemi
Sossonniemi är en liten ort i Finland, i landskapet Norra Österbotten. Orten ligger vid en sjö. Ön Porosaari ligger precis utanför.